# Tipula gibbifera
Tipula gibbifera är en tvåvingeart som beskrevs av Gabriel Strobl 1906. Tipula gibbifera ingår i släktet Tipula och familjen storharkrankar. Inga underarter finns listade i Catalogue of Life.